# Hôtel (28 rue Hoche, Chinon)
Pour les articles homonymes, voir Hôtel (homonymie).
L'hôtel (28 rue Hoche, Chinon) est un ancien hôtel particulier dans la commune de Chinon, dans le département français d'Indre-et-Loire.
Les façades de cet hôtel dont la construction débute à la fin du XVe siècle sont inscrites comme monument historique en 1967.

## Localisation
L'hôtel se situe au no 28 de la rue Hoche, non loin de l'angle avec la rue Jean-Jacques-Rousseau, prolongement vers l'est de la principale rue traversant la ville d'ouest en est au Moyen Âge, dans le quartier canonial lié à Saint-Mexme. Ses façades principales sont orientées: est et sud, côtés rue et cour.

## Histoire
La plus grande partie de l'édifice date de la fin du XVe siècle et surtout du XVIe siècle, mais la partie occidentale est ajoutée au XVIIe siècle et la façade orientale semble avoir été remaniée au XIXe siècle.
Les façades sud et est de l'hôtel ainsi que les toitures correspondantes sont inscrites comme monument historique par décret du 27 octobre 1967.

## Description
L'hôtel semble composé de plusieurs corps de bâtiments reliés entre eux par des tourelles d'escalier. Le corps de logis donnant sur la rue Hoche comporte un étage ; construit en pierre de taille, il est accosté à son angle sud-est d'une échauguette en encorbellement. La toiture est en ardoise.

## Pour en savoir plus